# Bodträsket, Kalix kommun
Bodträsket är en sjö i Kalix kommun i Norrbotten som ingår i Sangisälvens huvudavrinningsområde. Sjön har en area på 1,07 kvadratkilometer och ligger 64 meter över havet. Sjön avvattnas av vattendraget Moån (Åtbäcken).
Sjön har sitt största tillopp i norr från Storträsket och utlopp i nordväst via Bodträsklomben och Moån som mynnar i Korpikån. Vid sjöns västra strand ligger byn Bodträskby.

## Delavrinningsområde
Bodträsket ingår i delavrinningsområde (734783-183920) som SMHI kallar för Utloppet av Bodträsket. Medelhöjden är 81 meter över havet och ytan är 7,68 kvadratkilometer. Räknas de 7 avrinningsområdena uppströms in blir den ackumulerade arean 97,82 kvadratkilometer. Moån (Åtbäcken) som avvattnar avrinningsområdet har biflödesordning 3, vilket innebär att vattnet flödar genom totalt 3 vattendrag innan det når havet efter 32 kilometer. Avrinningsområdet består mestadels av skog (68 procent). Avrinningsområdet har 1,07 kvadratkilometer vattenytor vilket ger det en sjöprocent på 14 procent.